# سام تشارلز

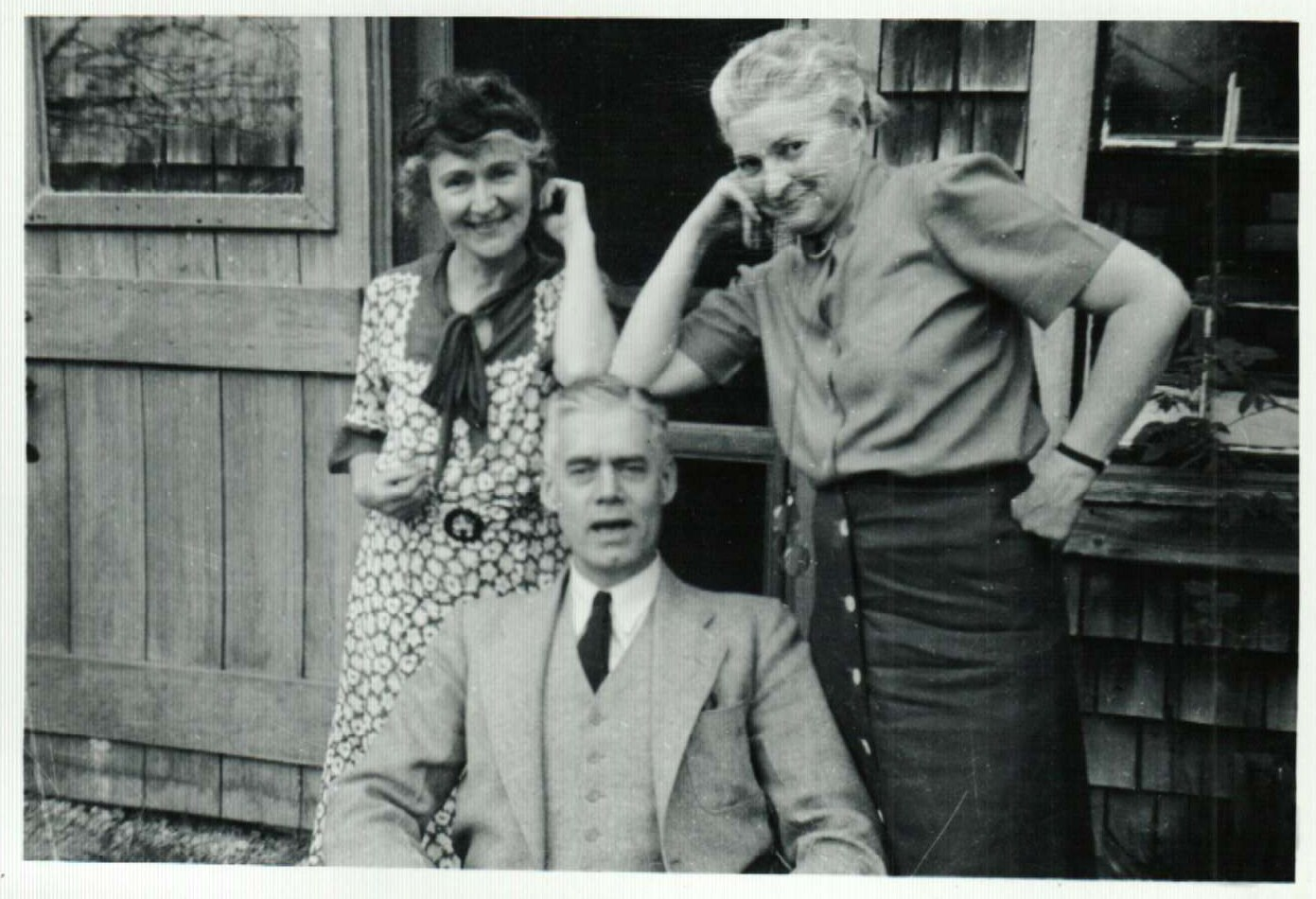
تظهر الصور الرسام سام تشارلز مع زوجته

سام تشارلز (بالهولندية: Sam Charles)‏ هو عازف بيانو ورسام هولندي، ولد في 1887 في أمستردام في هولندا، وتوفي في 1949.